# Адемар Шабанский
Адема́р Шаба́нский (фр. Adémar de Chabannes; лат. Ademarus Cabannensis; около 988/989, Шабанн — 1034, Иерусалим) — французский (лимузенский) хронист, монах-бенедиктинец, автор первых анналов Аквитании со времён поздней античности, а также композитор и литератор.

## Биография

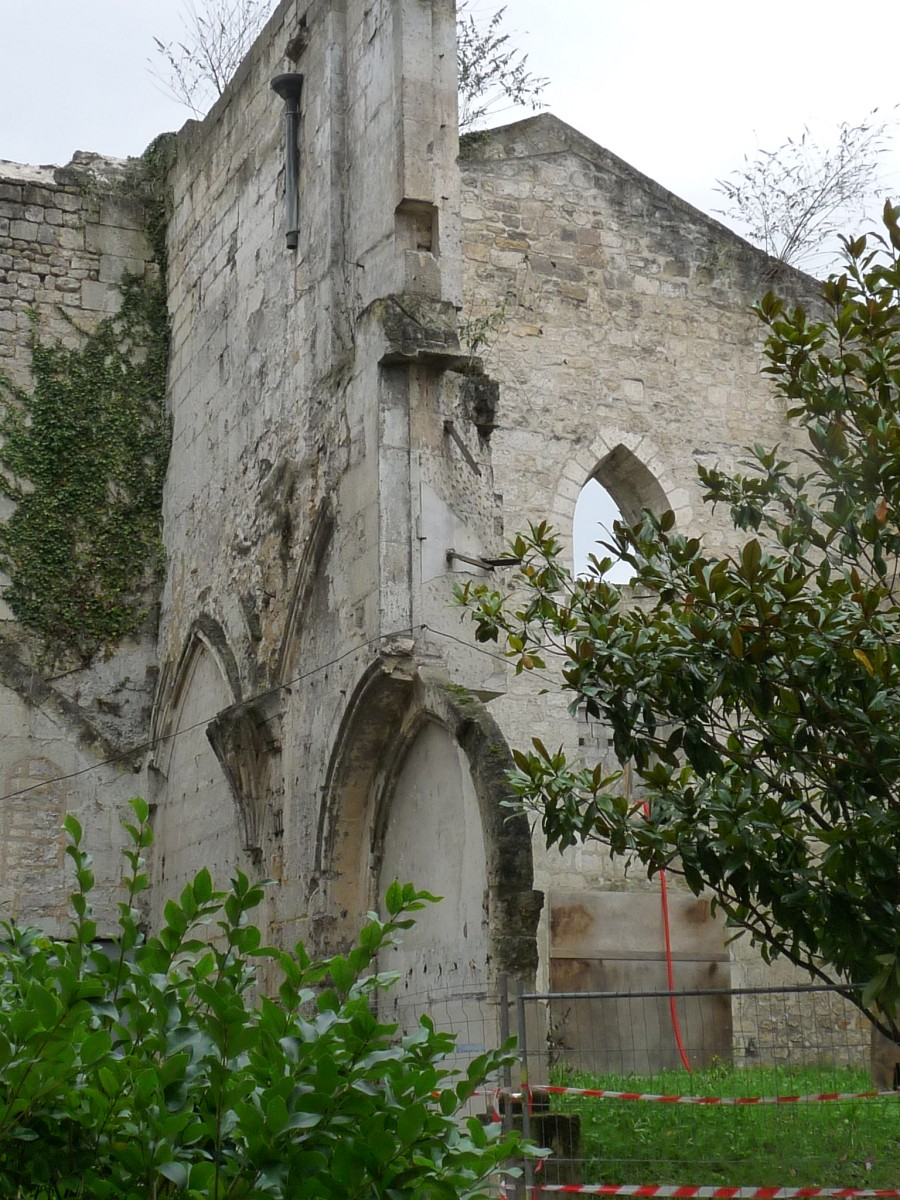
Руины аббатства Св. Сибарда в Ангулеме, разрушенного в 1568 г., в эпоху религиозных войн во Франции

Родился около 989 года в Шабанне (Лимузен) в знатной и влиятельной дворянской семье. В юности обучался в бенедиктинском монастыре Святого Сибарда в Ангулеме, где отличился в переписке и украшении книжных рукописей. Завершил своё образование в аббатстве Св. Марциала в Лиможе, где провёл значительную часть своей жизни.
Историей заинтересовался в возрасте примерно 30 лет, в 1024—1025 годах скопировав «Ангулемские анналы» и «Аквитанскую хронику». В 1025 или 1026 году составил первую редакцию собственной хроники, в окончательной редакции получившей название «Хроникона Аквитании и Франции» (Chronicon Aquitanicum et Francicum), или «Истории франков» (Historia Francorum). Это обстоятельное латинское сочинение в трёх книгах, законченное около 1030 года, освещает французскую историю от мифического короля франков Фарамонда, потомка троянцев, и до 1028 года.
Первые две книги хроники являются списком с сочинения Эмуана из Флёри (ум. 1008) «Gesta regum Francorum». Третья же, описывающая события с 814 по 1028 год и представляющая немалую научную ценность, освещает события, прежде всего, в Аквитании.
Помимо сочинения Эмуана, Адемар использовал такие источники, как «Хронику Фредегара» (VII в.), «Лоршские анналы» (нач. VIII в.), «Анналы королевства франков» (около 830 г.), «Жизнь императора Людовика Благочестивого» Астронома (около 840 г.), «Анналы Святого Генульфа» и «Анналы епископов и графов Ангулемских».
В хронике содержится множество уникальных сведений, не упоминаемых в других исторических источниках, в том числе, о феодальных войнах и ересях, впоследствии развившихся в альбигойство.
Скончался во время своего паломничества в Святую Землю (в Палестину), возможно, в Иерусалиме.

## Сочинения
Адемар Шабанский явился распространителем и литературным автором сложившейся местной легенды о том, что святой Марциал, живший в III веке епископ Лиможский и миссионер христианства в Лимузене, якобы на самом деле жил на 2 столетия ранее и в действительности был одним из апостолов. Так как сведений об «апостоле Марциале» имелось явно недостаточно, Адемар написал выдуманную им биографию св. Марциала, которую приписал последователю св. Марциала, епископу Аврелиану.
Кроме этого, Адемар составил мессу св. Марциала, представляющую собой по большей части компиляцию из общеизвестных григорианских хоралов, к которым он дописал несколько собственных проприальных мелодий, тропировал интроит, офферторий, коммунио и ординарную Глорию. Собственноручная запись этой мессы, которая ныне хранится в парижской Национальной библиотеке, — первый в истории западноевропейской музыки композиторский автограф. Так как лимузенские епископ и монастырский аббат поддержали начинания Адемара, указанная месса была впервые отслужена 3 августа 1029 года. По словам Джеймса Гриера, профессора истории музыки музыкального факультета Дона Райта в университете Западного Онтарио, Адемар был одним из первых композиторов, который писал музыку, используя прототип музыкальной нотации, которая используется на сегодняшний день.
Фальсификация Адемара была выявлена его же современником, странствующим монахом Бенедиктом Кузанским, охарактеризовавшим Vita Martials как местную фальшивку и богохульство. В ответ на эти обвинения Адемар сообщил о якобы собиравшемся в 1031 году соборе, одобрившем апостольский статус св. Марциала, а также подделал якобы полученное от папы Римского письмо, решающее вопрос в его пользу. Из всей этой сложной ситуации победителем в конце концов вышел Адемар Шабанский, так как к исходу XI столетия Св. Марциал в Аквитании уже почитался как апостол. Подлинное положение дел с этой исторической фальсификацией было прояснено лишь в 20-е годы XX века. Впрочем, вплоть до 1990-х годов католическая церковь по всем новооткрытым фактам хранила молчание.
Известно не менее 11 рукописей «Хроникона» Адемара, 7 из которых хранятся в Национальной библиотеке Франции в Париже, две находятся в собрании Ватиканской библиотеки, одна в университетской библиотеке Лейдена, и ещё одна — в Российской национальной библиотеке (Санкт-Петербург). Впервые он напечатан был в 1588 году в Париже известным издателем-гугенотом, историком и правоведом Пьером Питу.
Перу Адемара принадлежит также несколько латинских сочинений богословского содержания, в частности, сборники «Легенд» (лат. Fabulae) и «Бесед» (лат. Sermones), а также «Наставление аббатам Лиможской обители Св. Марциала» (лат. Commemoratio abbatum Lemovicensium basilicae Sanctis Martialis apostoli, 848—1029) и «Послание Лиможским епископам и прочему клиру обители Св. Марциала» (лат. Epistola ad Jordanum Lemovicensem episcopum et alios de Apostolatu Sanctis Martialis), опубликованные учёным аббатом Ж. П. Минем в «Patrologia Latina».

## Публикации
- Адемар Шабаннский. Хроникон / Пер. А. В. Банникова, А. Н. Слезкина, Г. А. Шмидта. — СПб.: Евразия, 2015. — 384 с. — ISBN 978-5-91852-096-3.
- Ademari Cabannensis opera omnia. — Volume 1: Chronicon. Edidit Pascale Bourgain, Richard Landes et Georges Pon. — Turnhout: Brepols, 1999. — (Corpus Christianorum. Continuatio Mediaevalis, 129). — ISBN 2-503-04291-0.
- Ademari Cabannensis opera omnia. — Volume 2: Opera liturgica et poetica. Musica cum textibus. Edidit James Grier. — Turnhout: Brepols, 2012. — (Corpus Christianorum. Continuatio Mediaevalis, 245). — ISBN 978-2-503-54398-7.